# Chroniosuchidae
Famille
Les Chroniosuchidae sont une famille éteinte d’amphibiens reptiliomorphes, des animaux semi-aquatiques dont les fossiles ont été retrouvés dans les sédiments du Permien supérieur et du Trias supérieur, la plupart en Russie.

## Liste des genres
Selon GBIF (1er décembre 2023) :
- † Chroniosaurus Tverdokhlebova, 1972
- † Chroniosuchus Vjuschkov, 1957
- † Ingentidens Li & Cheng, 1999
- † Jarilinus Golubev, 1998
- † Madygenerpeton Schoch, Voigt & Buchwitz, 2010
- † Phratochronis Li & Cheng, 1999
- † Suchonica Golubev, 1999
- † Uralerpeton Golubev, 1998

## Classification
Le nom valide de ce taxon est Chroniosuchidae Vyushkov (d), 1957.